# The Twelve Days of Christmas (bài hát)
"The Twelve Days of Christmas" (tam dịch: Mười Hai Ngày Giáng Sinh) là một bài hát Giáng Sinh tiếng Anh liệt kê theo hình thức bài hát cộng dồn một chuỗi các món quà trong mỗi ngày của mười hai ngày Giáng Sinh (mười hai ngày sau giáng sinh). Bài hát được phát hành tại Anh vào năm 1780 không có nhạc hoặc giai điệu, nó được cho rằng bắt nguồn từ Pháp.

## Liên kết
- Tư liệu liên quan tới The Twelve Days of Christmas (song) tại Wikimedia Commons

- Free scores of The Twelve Days of Christmas trong Choral Public Domain Library (ChoralWiki)
- Free online simple melody score for all verses (as jpegs or pdf) in English and Esperanto: "The Twelve Days of Christmas / La Dek Du Tagoj de Kristnasko".